# Lista över köpingar i Estland
Det finns 12 orter i Estland som har status som köping (estniska: alev). Många av dessa har tidigare utgjort en egen kommun (köpingskommun, estniska: alevvald) men sedan kommunreformen 2017 utgör samtliga köpingar en del av en annan kommun (estniska: vallasisene alev).
| Köping        | Kommun                | Landskap    | Folkmängd (2011) | Anmärkning                                    |
| ------------- | --------------------- | ----------- | ---------------- | --------------------------------------------- |
| Aegviidu      | Anija kommun          | Harjumaa    | 845              | köpingskommun innan kommunsammanslagning 2017 |
| Järva-Jaani   | Järva kommun          | Järvamaa    | 999              |                                               |
| Järvakandi    | Kehtna kommun         | Raplamaa    | 1 394            | köpingskommun innan kommunsammanslagning 2017 |
| Kiili         | Kiili kommun          | Harjumaa    | 1 497            |                                               |
| Kohila        | Kohila kommun         | Raplamaa    | 3 346            | köpingskommun innan kommunsammanslagning 2002 |
| Kohtla-Nõmme  | Toila kommun          | Ida-Virumaa | 1 032            | köpingskommun innan kommunsammanslagning 2017 |
| Lavassaare    | Pärnu stad            | Pärnumaa    | 460              | köpingskommun innan kommunsammanslagning 2013 |
| Märjamaa      | Märjamaa kommun       | Raplamaa    | 2 821            | köpingskommun innan kommunsammanslagning 2002 |
| Paikuse       | Pärnu stad            | Pärnumaa    | 2 375            | köping sedan 2011                             |
| Pärnu-Jaagupi | Põhja-Pärnumaa kommun | Pärnumaa    | 1 306            | köpingskommun innan kommunsammanslagning 1996 |
| Tootsi        | Põhja-Pärnumaa kommun | Pärnumaa    | 744              | köpingskommun innan kommunsammanslagning 2017 |
| Vändra        | Põhja-Pärnumaa kommun | Pärnumaa    | 2 355            | köpingskommun innan kommunsammanslagning 2017 |

## Tidigare köpingar
- Võsu blev köping 1971 och var köpingskommun 1992–1997. År 1999 uppgick Võsu i dåvarande Vihula kommun och är idag en tätort med status som småköping (alevik), sedan 2017 inom Haljala kommun.